# Juraj Krnjević
Juraj Krnjević (Ivanicsvár, 1895. február 19. – London, 1988. január 9.) horvát politikus és jogász volt. A Horvát Parasztpárt egyik vezetője a Jugoszláv Királyság idején és a második világháború utáni emigrációban.

## Életútja

### Ifjúkora
Juraj Krnjević Monoszló (Moslavina) nyugati részén fekvő Ivanicsváron született 1895-ben. Kézműves családból származik. 1914-ben érettségizett a zágrábi klasszikus középiskolában. Jogot tanult Bécsben és Budapesten. Miután 1919-ben megszerezte a jogi doktorátust, visszatért Horvátországba. Csatlakozott a Horvát Népi Parasztpárthoz (HPSS), és hamarosan Stjepan Radić egyik legközelebbi munkatársa lett. 1923. július 1-jén választották meg a HPSS titkárává, 1928-tól pedig a HSS főtitkára lett.
1920-ban az alkotmányozó nemzetgyűlésbe, 1923-ban, 1925-ben és 1927-ben pedig az Szerb-Horvát-Szlovén Királyság Nemzetgyűlésébe választották képviselőnek. A Szerb-Horvát-Szlovén Királyság kormányának 1920. december 29-i rendeletét, amely „az állam szükséges védelmében” az állampolgárok különféle demokratikus jogait szűkítette a HRSS-re is alkalmazták, így 1925 elején Radićcsal és más pártvezetőkkel együtt letartóztatták. Radić Nikola Pašićtyal kötött megállapodása után 1925-1927 között a koalíciós kormány szociálpolitikai minisztere lett. 1927-ben a zágrábi régió közgyűlésének ideiglenes titkárává választották, később a szociális segélyek osztályának vezetőjévé nevezték ki.

### Első emigrációja
Az 1929. január 6-iki diktatúra bevezetése után száműzetésben élt. Leginkább Genfben tartózkodott, de többször utazott Párizsba és Londonba is. 1930 októberében Salzburgban Vladko Maček, Ante Pavelić, August Košutić és Juraj Krnjević találkozót tartottak, ahol egyes információk szerint a külföldi (Olaszország, Franciaország, Anglia) akciók további koordinálásáról is megállapodtak.
Vladko Maček képviselőjeként kapcsolatot tartott fenn a nyugati demokratikus országok, Franciaország és Nagy-Britannia kormányaival, valamint a Népszövetséggel stb. Ebben a tevékenységében összeütközésbe került az usztasa emigrációval, amely Olaszország és Németország akkori fasiszta rezsimjei felé orientálódott. A HSS másik külföldi képviselője August Košutić volt, aki Rómában és Bécsben maradt, és jó kapcsolatot ápolt Ante Pavelićcsal. Krnjević támogatta a nyugati demokráciát, elítélte a fasizmust, harcolt Franco befolyása ellen az emigrációban és Horvátországban, és mint olasz zsoldosokat, elítélte az usztasákat. Vladko Mačeknek 1936-ban küldött levelében Mladen Lorkovićot a horvát nép árulójának nevezi.
Maček egy 1938. október végén Galeazzo Ciano grófnak, az olasz külügyminiszternek küldött feljegyzésében elítéli Krnjević írását, megjegyezve, hogy hosszú ideje emigrációban él, és olyan utat járt be, amely „nem felel meg a a nemzeti mozgalom ideológiájának”. Ez látszólag csak formális záradék volt az olasz kívánságok és szándékok kivizsgálására. Krnjević, akárcsak Košutić, állandó kapcsolatban dolgozott Mačekkel.
Maček azt írja Emlékirataiban, hogy Krnjević figyelmeztetése, miszerint a háború elkerülhetetlen, arra késztette, hogy megkösse Dragiša Cvetkovićtyal a megállapodást, amelyet öt nappal a Lengyelország elleni német támadás előtt írt alá. Nem sokkal ezután Krnjević visszatért az országba, ahol szenátorrá nevezik ki. Az egyezmény fenntartásán, valamint a frankisták és a kommunisták horvátországi befolyásának elnyomásán dolgozott. 1939-ben a Horvát Banovina legfőbb sporttestületének, a Hrvatska Sportska Slogának az elnöke lett.

### Második emigrációja
A fasiszta erők 1941-es Jugoszlávia elleni támadása után Vladko Maček egy korábbi megállapodás értelmében távozott a jugoszláv kormányból, ahol április 8-án Krnjević váltotta a miniszterelnök-helyettesi poszton. A kormány többi tagjával együtt ő is emigrált, ahol ő lett a HSS fő képviselője (Maček Horvátországban maradt). A londoni emigráns kormányokban 1941 áprilisától 1944 közepéig miniszter és miniszterelnök-helyettes volt. Ellenezte a szerb kormánytagok nagyszerb törekvéseit, és igyekezett garanciákat szerezni Horvátország banovina státuszának a háború utáni helyreállítására. Miután 1941. április 10-én Vladko Maček felszólította a horvátokat, hogy engedelmeskedjenek az új rezsimnek, Maček elhallgatta azt a tényt, hogy a Független Horvát Állam háborúban áll a szövetségesekkel, másrészt Draža Mihailovićot a szerb csetnikek vezetőjét, akit akkoriban az ellenállás hősies vezetőjeként tartottak számon, sem támogatta erőfeszítéseiben.
1943 márciusában Krnjević útmutatót küldött az országnak a Horvát Parasztpárt tevékenységéhez. Maček passzív várakozási stratégiájával szemben aktívabb kapcsolatra ösztönzött a megszállókkal és az usztasa rezsimmel szembeni ellenállásban. Ennek oka egyrészt Draža Mihailovićnak a hazai jugoszláv hadsereg parancsnokaként való nagyszerb dicsőítése, másrészt a Népi Felszabadító Mozgalom megerősödése a kommunisták vezetésével. Krnjević óhaját azonban a HSS országos vezetésében, élén August Košutićcsal, nem tudták megvalósítani, saját széthúzásuk és határozatlanságuk miatt, valamint az ellenállás terén kialakult nagy fölény következtében, amit a Horvátországi, illetve Jugoszláviai Kommunista Párt vezetésével a partizánok értek el. A HSS nem tudott önálló ellenállási mozgalmat létrehozni, és akik csatlakoztak a Népi Felszabadító Mozgalomhoz és megalapították a HSS Végrehajtó Bizottságát, azoknak is el kellett fogadniuk a kommunisták vezetését.

### A HSS vezetői politikájának kudarca
1943-ban Krnjević a szerb miniszterekkel való folyamatos konfliktusok miatt visszavonult a jugoszláv királyi kormányból. Mint a HSS fő képviselője az emigrációban, tetteiben igyekezett meggyőzni szövetségeseit, hogy a HSS továbbra is a legerősebb politikai erő az országban, Maček pedig a horvát nép vitathatatlan vezetője. Nagy reményeket fűzött Tom Jančikovićnak 1943. október végén és Ivan Babić honvéd ezredesnek 1944. január elején Olaszország szövetségesek által ellenőrzött területére, valamint Zenon Adamičnak 1943. decemberben Konstantinápolyba történt megérkezéséhez. A szövetségesek azonban arra a következtetésre jutottak, hogy a horvát parasztpártiak nem megbízható szövetségesek, és nincs valódi erejük, miközben a partizán mozgalom „már nagy eredményeket ért el a horvát nép teljes lojalitásának elnyerésében” (egy 1944. januári brit hírszerzési jelentésből, idézve Jelić-Butić, 1983., 250. o.). Így a teheráni konferencián 1943. december 1-jén úgy döntöttek, hogy Tito partizánjait támogatják. A britek ugyan elvi támogatásukat fejezték ki a HSS-szel kötött partizánmegállapodás mellett (az amerikaiak a britekre bízták ezeknek a kérdéseknek a megoldását), de kijelentették, hogy nem avatkoznak bele, de mindkét félnek saját magának kell döntenie az együttműködésről. A brit támogatás nélkül maradt Krnjević elveszítette valódi befolyását. A szerb emigráns politikusok is ugyanerre a sorsra jutnak, mert egyértelműen kiderült, hogy Mihailović csetnikjei valójában náci kollaboránsok. A Jugoszláv Királyság emigráns kormánya végül elvesztette jelentőségét, és csak kellemetlenséggé vált.
A britek nyomására 1944. június elején II. Péter jugoszláv király leváltotta Božidar Purić kormányát, amelyben Krnjević miniszterelnök-helyettes volt (és Draža Mihailović volt a hadügyminiszter), és kinevezte miniszterelnökké Ivan Šubašić horvát bánt, a HSS tagját, akit mérsékelt, kompromisszumokra hajlamos politikusként ismertek. Krnjević és Juraj Šutej is elveszítette helyét a kormányban, mert Šubasic formálisan átvette az összes minisztériumot, azzal a feladattal, hogy az új kormány összetételéről megállapodást kössön a Jugoszlávia Felszabadításának Nemzeti Bizottságával (NKOJ), vagyis annak elnökével, Josip Broz Titóval. Első megállapodásukat 1944. június 16-án kötötték meg.
Šutej tárcát fogadott el az új kormányban is, de Krnjević nem volt hajlandó elismerni az új helyzetet. A HSS főtitkáraként és a párt fő képviselőjeként külföldön ragaszkodott ahhoz az álláspontjához, hogy Šutejnak nem volt pártfelhatalmazása a megállapodás megkötésére, és hogy a horvát nép akaratát nem tartották tiszteletben. December végén memorandumot küldött Churchillnek a vádakkal. Rudolf Bićanić, a HSS másik fontos emigrációs vezetője azonban nyilvánosan elhatárolódott tőle, és még 1944 júliusában a londoni rádión keresztül felszólította a HSS támogatóit, különösen a honvédséget, hogy csatlakozzanak a Nemzeti Felszabadító Mozgalomhoz. 1945. január 15-én nyilatkozatot adott a Tanjug londoni tudósítójának, amelyben azt mondta: „Dr. Krnjević hozzáállása és tettei ellentétesek a Horvát Parasztpárt politikájával és programjával. Hosszas várakozás és hallgatás után Dr. Krnjević úgy döntött, hogy ebben a pillanatban megszólal, és a reakció mellé áll.”
Krnjević teljesen befolyás nélkül marad. A britek arra a következtetésre jutottak, hogy a HSS már nem jelentős tényező. A NOV és a POJ Legfelsőbb Vezérkarának brit katonai missziójának vezetője, Fitzroy Maclean tábornok 1944 októberében így értékelte: „A horvát parasztpárt jelenlegi szétesett és hiteltelen állapotában nincs reális kilátása arra, hogy fenntartsa önmagát, és bármilyen intézkedést megtennének. Ha segítenénk életben tartani őket, a partizánok neheztelnének ránk, mert beavatkozunk belügyeikbe.”

### Harmadik emigrációja és halála
Belgrád felszabadítása után Šubasic és Šutej a jugoszláv kormány tagjaiként Jugoszláviába távoztak, és így tett Bićanić is. Krnjević ekkor és a második világháború után is külföldön maradt. A kommunisták már fél évvel a háború után (az 1945. november 11-iki alkotmányozó nemzetgyűlési választásokig) szétzúzták a HSS képviselőinek és minden más civil pártnak azt az illúzióját, hogy szerepet játszhatnak a második Jugoszlávia politikai életében. Ebben segítette őket a pártok közötti, valamint magában a HSS-en belül tapasztalható nézeteltérés. Bár a HSS és néhány más párt bizonyos formális tevékenységei még néhány évig folytatódtak, létrejött a totalitárius kommunista állam.

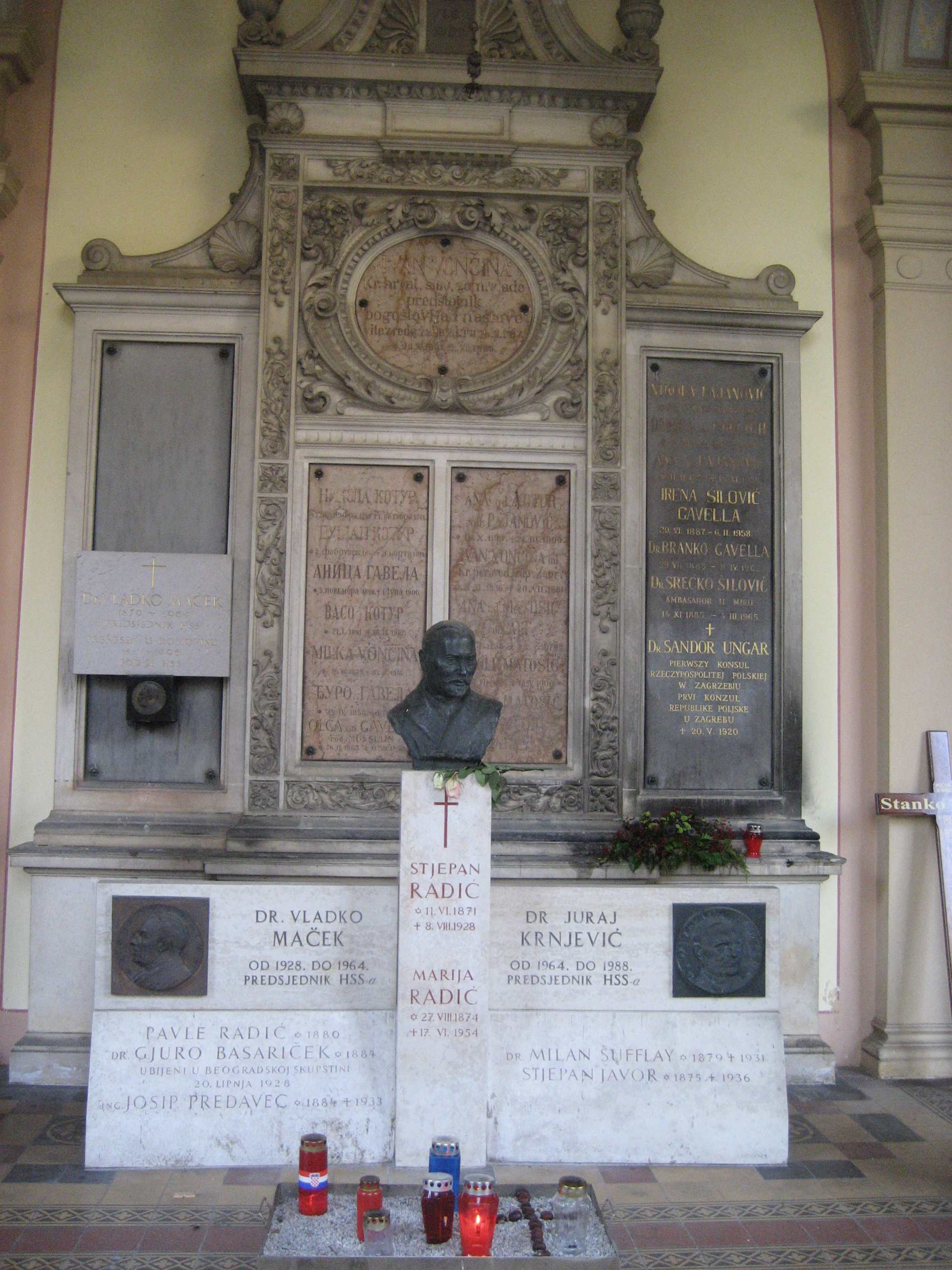
A horvát parasztpárti vezetők közös sírja a zágrábi Mirogoj temetőben

Az emigrációban Krnjević ellenállást szervezett az új rendszerrel szemben. A következő években a HSS elnökével, Mačekkel együttműködve HSS-sejteket szervezett szerte a világon. Kihagyta a jugoszláv kereteket a horvát kérdés megoldására, és a független horvát állam mellett száll síkra. 1948-ban kinyilvánította a horvátok önrendelkezési jogát a tágabb európai közösségben, 1955-ben pedig a függetlenséget és a demokratikus rendet jelölte meg fő céljának, majd később a HSS torontói összejövetelein (1965-ben és 1969-ben), az egyedüli megoldásként a muszlim horvátok együttműködésével „a teljes horvát nemzeti és történelmi területen”. Maček 1964. május 15-i halála után megválasztották utódjának, majd az 1965-ös pártgyűlésen a HSS elnökévé választották, és élete végéig, 1988-ig ebben a pozícióban maradt.
1980-ban emigrációban megalapította a HSS Központi Tanácsát. Egy ideig a „Dom” című párthírlevelet szerkesztette, és társszerkesztője volt a párt „Zbornik Hrvatske seljačke stranke” című kiadványának (London). Londonban 1981-ben adta ki a „Samo hrvatska država” (Csak a horvát állam) című brosúrát. Válogatott szövegeit és szóbeli elbeszéléseit posztumusz 2004-ben Zágrábban Neda Prpić szerkesztette „Dr. Juraj Krnjević: három emigráció I: beszélgetések, levelek, hozzászólások” címmel. Írásaiban a Dr. Juraj Vanjski és Slavicus álnevet használta.
1988. január 9-én halt meg Londonban. Földi maradványait szülőföldjére hozták, és 1998. június 19-én nagy tisztelettel temették el a zágrábi Mirogoj temetőben, ahol a parasztpárti vezetőknek az árkádsorban található közös sírjába temették. Halála után nem választottak új elnököt a pártnak, hanem egy öttagú végrehajtó bizottságot választottak helyette. 1991 májusában a Központi Bizottság átadta mandátumát az egyesült HSS új vezetésének a Horvát Köztársaságban.

## Fordítás
Ez a szócikk részben vagy egészben  a   Juraj Krnjević című horvát Wikipédia-szócikk ezen változatának fordításán alapul.  Az eredeti cikk szerkesztőit annak laptörténete sorolja fel. Ez a jelzés csupán a megfogalmazás eredetét és a szerzői jogokat jelzi, nem szolgál a cikkben szereplő információk forrásmegjelöléseként.